# Vòng loại Giải vô địch bóng đá nữ thế giới 2023
Quy trình Vòng loại Giải vô địch bóng đá nữ thế giới 2023 xác định tất cả 32 đội sẽ thi đấu ở Giải vô địch bóng đá nữ thế giới 2023, với các đồng chủ nhà Úc và New Zealand tự động vượt qua vòng loại. Đây là Giải vô địch bóng đá nữ thế giới lần thứ chín, giải đấu vô địch thế giới bóng đá nữ quốc tế được diễn ra 4 năm 1 lần. Giải vô địch bóng đá nữ thế giới đầu tiên được đăng cai tổ chức ở nhiều quốc gia, là giải đấu thứ ba do một hiệp hội thành viên AFC tổ chức sau 1991 và 2007 Giải vô địch bóng đá nữ thế giới ở Trung Quốc, lần đầu tiên được tổ chức ở Nam bán cầu, giải đấu cấp cao đầu tiên của FIFA ở Châu Đại Dương và cũng là giải đấu đầu tiên của FIFA được đăng cai qua nhiều liên đoàn (với Úc trong AFC và New Zealand thuộc OFC).
Giải đấu được mở rộng từ 24 đội trong năm 2019 lên 32 trong năm 2023.

## Các đội tuyển đã vượt qua vòng loại

Tình trạng của các quốc gia liên quan đến Giải vô địch bóng đá nữ thế giới 2023:
Đội đã vượt qua vòng loại
Đội không vượt qua vòng loại
Đội đã rút lui hoặc bị cấm thi đấu
Đội không tham dự

| Đội              | Tư cách vượt qua vòng loại                        | Ngày vượt qua vòng loại | Số lần vào vòng chung kết | Lần cuối | Liên tiếp tham dự | Thành tích tốt nhất                      |
| ---------------- | ------------------------------------------------- | ----------------------- | ------------------------- | -------- | ----------------- | ---------------------------------------- |
| Úc               | Đồng chủ nhà                                      | 25 tháng 6 năm 2020     | Thứ 8                     | 2019     | 8                 | Tứ kết (2007, 2011, 2015)                |
| New Zealand      | Đồng chủ nhà                                      | 25 tháng 6 năm 2020     | Thứ 6                     | 2019     | 5                 | Vòng bảng (1991, 2007, 2011, 2015, 2019) |
| Trung Quốc       | Vô địch Cúp bóng đá nữ châu Á 2022                | 30 tháng 1 năm 2022     | Thứ 4                     | 2019     | 3                 | Á quân (1999)                            |
| Nhật Bản         | Bán kết Cúp bóng đá nữ châu Á 2022                | 30 tháng 1 năm 2022     | Thứ 9                     | 2019     | 9                 | Vô địch (2011)                           |
| Hàn Quốc         | Á quân Cúp bóng đá nữ châu Á 2022                 | 30 tháng 1 năm 2022     | Thứ 4                     | 2019     | 3                 | Vòng 16 đội (2015)                       |
| Philippines      | Bán kết Cúp bóng đá nữ châu Á 2022                | 30 tháng 1 năm 2022     | Thứ 1                     | —        | 1                 | Lần đầu                                  |
| Việt Nam         | Thắng play-off Cúp bóng đá nữ châu Á 2022         | 6 tháng 2 năm 2022      | Thứ 1                     | —        | 1                 | Lần đầu                                  |
| Thụy Điển        | Nhất bảng A ở vòng loại UEFA                      | 12 tháng 4 năm 2022     | Thứ 9                     | 2019     | 9                 | Á quân (2003)                            |
| Tây Ban Nha      | Nhất bảng B ở vòng loại UEFA                      | 12 tháng 4 năm 2022     | Thứ 3                     | 2019     | 3                 | Vòng 16 đội (2019)                       |
| Pháp             | Nhất bảng I ở vòng loại UEFA                      | 12 tháng 4 năm 2022     | Thứ 5                     | 2019     | 4                 | Hạng tư (2011)                           |
| Đan Mạch         | Nhất bảng E ở vòng loại UEFA                      | 2 tháng 5 năm 2022      | Thứ 5                     | 2007     | 1                 | Tứ kết (1991, 1995                       |
| Hoa Kỳ           | Vô địch Giải vô địch bóng đá nữ CONCACAF 2022     | 7 tháng 7 năm 2022      | Thứ 9                     | 2019     | 9                 | Vô địch (1991, 1999, 2015, 2019)         |
| Canada           | Á quân Giải vô địch bóng đá nữ CONCACAF 2022      | 8 tháng 7 năm 2022      | Thứ 8                     | 2019     | 8                 | Hạng tư (2003)                           |
| Costa Rica       | Hạng tư Giải vô địch bóng đá nữ CONCACAF 2022     | 8 tháng 7 năm 2022      | Thứ 2                     | 2015     | 1                 | Vòng bảng (2015)                         |
| Jamaica          | Hạng ba Giải vô địch bóng đá nữ CONCACAF 2022     | 11 tháng 7 năm 2022     | Thứ 2                     | 2019     | 2                 | Vòng bảng (2019)                         |
| Zambia           | Hạng ba Cúp bóng đá nữ châu Phi 2022              | 13 tháng 7 năm 2022     | Thứ 1                     | —        | 1                 | Lần đầu                                  |
| Maroc            | Á quân Cúp bóng đá nữ châu Phi 2022               | 13 tháng 7 năm 2022     | Thứ 1                     | —        | 1                 | Lần đầu                                  |
| Nigeria          | Hạng tư Cúp bóng đá nữ châu Phi 2022              | 14 tháng 7 năm 2022     | Thứ 9                     | 2019     | 9                 | Tứ kết (1999)                            |
| Nam Phi          | Vô địch Cúp bóng đá nữ châu Phi 2022              | 14 tháng 7 năm 2022     | Thứ 2                     | 2019     | 2                 | Vòng bảng (2019)                         |
| Colombia         | Á quân Cúp bóng đá nữ Nam Mỹ 2022                 | 26 tháng 7 năm 2022     | Thứ 3                     | 2015     | 1                 | Vòng 16 đội (2015)                       |
| Brasil           | Vô địch Cúp bóng đá nữ Nam Mỹ 2022                | 27 tháng 7 năm 2022     | Thứ 9                     | 2019     | 9                 | Á quân (2007)                            |
| Argentina        | Hạng ba Cúp bóng đá nữ Nam Mỹ 2022                | 29 tháng 7 năm 2022     | Thứ 4                     | 2019     | 2                 | Vòng bảng (2003, 2007, 2019)             |
| Na Uy            | Nhất bảng F ở vòng loại UEFA                      | 2 tháng 9 năm 2022      | Thứ 9                     | 2019     | 9                 | Vô địch (1995)                           |
| Đức              | Nhất bảng H ở vòng loại UEFA                      | 3 tháng 9 năm 2022      | Thứ 9                     | 2019     | 9                 | Vô địch (2003, 2007)                     |
| Anh              | Nhất bảng D ở vòng loại UEFA                      | 3 tháng 9 năm 2022      | Thứ 6                     | 2019     | 5                 | Hạng ba (2015)                           |
| Ý                | Nhất bảng G ở vòng loại UEFA                      | 6 tháng 9 năm 2022      | Thứ 4                     | 2019     | 2                 | Tứ kết (1991, 2019)                      |
| Hà Lan           | Nhất bảng C ở vòng loại UEFA                      | 6 tháng 9 năm 2022      | Thứ 3                     | 2019     | 3                 | Á quân (2019)                            |
| Thụy Sĩ          | Hạng 1 thắng tốt nhất ở (play-off vòng loại UEFA) | 11 tháng 10 năm 2022    | Thứ 2                     | 2015     | 1                 | Vòng 16 đội (2015)                       |
| Cộng hòa Ireland | Hạng 2 thắng tốt nhất (play-off vòng loại UEFA)   | 11 tháng 10 năm 2022    | Thứ 1                     | —        | 1                 | Lần đầu                                  |
| Haiti            | Thắng chung kết bảng B ở play-off liên lục địa    | 22 tháng 2 năm 2023     | Thứ 1                     | —        | 1                 | Lần đầu                                  |
| Bồ Đào Nha       | Thắng chung kết bảng A ở play-off liên lục địa    | 22 tháng 2 năm 2023     | Thứ 1                     | —        | 1                 | Lần đầu                                  |
| Panama           | Thắng chung kết bảng C ở play-off liên lục địa    | 23 tháng 2 năm 2023     | Thứ 1                     | —        | 1                 | Lần đầu                                  |

1. ↑  Vào ngày 2 tháng 5 năm 2022, UEFA thông báo rằng Nga đã bị loại khỏi vòng loại World Cup nữ do quốc gia của họ bởi Nga xâm lược Ukraina, với tất cả các kết quả trước đó của họ bị coi là vô hiệu.[3] Do đó, Đan Mạch đã đủ điều kiện tham dự World Cup nữ, vì không có đội nào khác có thể vượt qua họ.

## Quá trình vòng loại
Sau khi số lượng các đội đủ điều kiện cho Giải vô địch bóng đá nữ thế giới tăng lên, một phân bổ vị trí mới đã được Văn phòng Hội đồng FIFA phê duyệt vào ngày 24 tháng 12 năm 2020. Các vị trí cho các quốc gia chủ nhà, Úc và New Zealand, đã được thực hiện trực tiếp từ hạn ngạch được phân bổ cho các liên đoàn của họ, AFC và OFC tương ứng.

### Tóm tắt giải đấu
Các trận đấu vòng loại bắt đầu vào tháng 9 năm 2021 và sẽ kết thúc vào tháng 2 năm 2023. Các trận đấu đã được diễn ra vào các ngày trong Lịch các trận đấu quốc tế của FIFA.
Ngoài đội chủ nhà Australia và New Zealand, 207 trong số 209 liên đoàn thành viên còn lại của FIFA có thể đủ điều kiện thông qua Quy trình điều hành giải vô địch bóng đá nữ thế giới của liên minh nếu họ chọn tham gia. Các trường hợp ngoại lệ là Tchad và Pakistan, có liên đoàn bóng đá bị FIFA cấm. Một ngoại lệ thứ ba có thể là Nga sau khi ban đầu nhận được lệnh cấm bốn năm đối với tất cả các sự kiện thể thao lớn của Cơ quan phòng chống doping thế giới (WADA) vào ngày 9 tháng 12 năm 2019, sau khi Cơ quan chống doping Nga (RUSADA) bị phát hiện không tuân thủ vì đã giao dữ liệu phòng thí nghiệm bị thao túng cho các nhà điều tra. Tuy nhiên, Đội tuyển nữ Nga vẫn có thể tham gia vòng loại. Quyết định đã được kháng cáo lên Tòa án Trọng tài Thể thao (CAS), đã ra phán quyết có lợi cho WADA nhưng giảm lệnh cấm xuống còn hai năm. Phán quyết của CAS cũng cho phép tên "Nga" được hiển thị trên đồng phục nếu dòng chữ "Vận động viên trung lập "hoặc" Nhóm trung lập "có mức độ nổi bật ngang nhau. Nếu Nga đã vượt qua vòng loại tham dự giải đấu, các cầu thủ nữ của họ sẽ có thể sử dụng tên, quốc kỳ hoặc quốc ca của quốc gia mình tại Giải vô địch bóng đá nữ thế giới, không giống như các đối thủ nam, như lệnh cấm hết hạn vào ngày 16 tháng 12 năm 2022. Nhưng trước đó vào ngày 28 tháng 2, FIFA và UEFA đã thông báo việc Nga đình chỉ tất cả các giải đấu do chiến dịch quân sự đặc biệt của nước này tại Ukraina. Vào ngày 2 tháng 5, UEFA thông báo rằng Nga sẽ không được phép tham dự vòng loại, kết quả trước đó của họ đã bị vô hiệu hóa và bảng E sẽ chỉ có 5 đội.
| Liên đoàn | Giải đấu                                                        | Suất trực tiếp      | Suất play-off | Các đội đã bắt đầu | Các đội bị loại | Các đội vượt qua vòng loại | Ngày bắt đầu vòng loại | Ngày kết thúc vòng loại |
| --------- | --------------------------------------------------------------- | ------------------- | ------------- | ------------------ | --------------- | -------------------------- | ---------------------- | ----------------------- |
| AFC       | Cúp bóng đá nữ châu Á 2022                                      | 5 (+1 suất chủ nhà) | 2             | 27                 | 20              | 5 (+1)                     | 17 tháng 9 năm 2021    | 6 tháng 2 năm 2022      |
| CAF       | Cúp bóng đá nữ châu Phi 2022                                    | 4                   | 2             | 43                 | 37              | 4                          | 18 tháng 10 năm 2021   | 23 tháng 7 năm 2022     |
| CONCACAF  | Giải vô địch bóng đá nữ CONCACAF 2022                           | 4                   | 2             | 32                 | 26              | 4                          | 16 tháng 2 năm 2022    | 18 tháng 7 năm 2022     |
| CONMEBOL  | Cúp bóng đá nữ Nam Mỹ 2022                                      | 3                   | 2             | 10                 | 5               | 3                          | 8 tháng 7 năm 2022     | 30 tháng 7 năm 2022     |
| OFC       | Cúp bóng đá nữ châu Đại Dương 2022                              | 0 (+1 suất chủ nhà) | 1             | 9                  | 8               | 0 (+1)                     | 13 tháng 7 năm 2022    | 30 tháng 7 năm 2022     |
| UEFA      | Vòng loại giải vô địch bóng đá nữ thế giới 2023 khu vực châu Âu | 11                  | 1             | 51                 | 39              | 11                         | 16 tháng 9 năm 2021    | 11 tháng 10 năm 2022    |
| Play-off  | Vòng play-off liên lục địa                                      | 3                   | —             | (10)               | (7)             | 3                          | 18 tháng 2 năm 2023    | 23 tháng 2 năm 2023     |
| Tổng số   | Vòng loại giải vô địch bóng đá nữ thế giới 2023                 | 30 (+2 chủ nhà)     | 10            | 172                | 140             | 30+2                       | 16 tháng 9 năm 2021    | 23 tháng 2 năm 2023     |

1. ↑  Úc đã tham dự Cúp bóng đá nữ Châu Á nhưng đã đủ điều kiện tham dự Giải vô địch bóng đá nữ thế giới với tư cách đồng chủ nhà.

## Thể thức
Quy định về thể thức của vòng loại tùy thuộc vào mỗi liên đoàn châu lục (xem ở dưới). Mỗi vòng loại có thể được tổ chức theo một trong những thể thức sau:
- Thể thức đấu bảng, trong đó các đội được chia thành các bảng, mỗi bảng có ít nhất 2 đội để thi đấu theo thể thức vòng tròn tính điểm hai lượt, hoặc trong trường hợp ngoại lệ được Ủy ban Điều hành FIFA cho phép, đấu vòng tròn tính điểm một lượt ở một địa điểm do một đội tham gia làm chủ nhà hoặc địa điểm trung lập.
- Thể thức loại trực tiếp, trong đó hai đội thi đấu hai lượt trận hoặc một lượt.

### Tiêu chí xếp hạng
Trong thể thức đấu bảng, thứ hạng của các đội trong mỗi bảng đấu được sắp xếp theo các tiêu chí sau (Điều 20.4 và 20.6):
1. Điểm (Thắng được 3 điểm, hòa được 1 điểm, thua được 0 điểm)
2. Hiệu số bàn thắng thua
3. Tổng số bàn thắng
4. Số điểm giành được trong các trận đấu giữa các đội đồng hạng
5. Hiệu số bàn thắng thua trong các trận đấu giữa các đội đồng hạng
6. Tổng số bàn thắng trong các trận đấu giữa các đội đồng hạng
7. Số bàn thắng sân khách trong các trận đấu giữa các đội đồng hạng (chỉ áp dụng trong thể thức vòng tròn tính điểm hai lượt)
8. Điểm fair play
  - thẻ vàng: trừ 1 điểm
  - thẻ đỏ gián tiếp (thẻ vàng thứ hai): trừ 3 điểm
  - thẻ đỏ trực tiếp: trừ 4 điểm
  - thẻ vàng, tiếp sau đó là thẻ đỏ trực tiếp: trừ 5 điểm
9. Bốc thăm bởi Ủy ban Điều hành FIFA

Trong trường hợp các đội có cùng vị trí xếp hạng ở các bảng đấu khác nhau được so sánh để lựa chọn các đội vào vòng tiếp theo (hoặc vòng chung kết), các tiêu chí xếp hạng tùy thuộc vào thể thức thi đấu và cần được FIFA chấp nhận (Điều 20.8).
Trong thể thức loại trực tiếp (hoặc vòng đấu loại trực tiếp của vòng chung kết), đội ghi được nhiều bàn thắng hơn sau một/hai lượt trận được đi tiếp vào vòng trong (hoặc vòng chung kết nữ châu lục, ngoại trừ UEFA). Trong trường hợp số bàn thắng bằng nhau, luật bàn thắng sân khách được áp dụng (không áp dụng nếu giải đấu vòng chung kết); đội có nhiều bàn thắng trên sân đối phương hơn trong hai lượt trận giành quyền đi tiếp. Nếu số bàn thắng sân khách bằng nhau (hoặc tỉ số bằng nhau ở vòng đấu loại trực tiếp bởi vòng chung kết), thì hai đội tiếp tục thi đấu hiệp phụ trong 30 phút, chia thành hai hiệp, mỗi hiệp 15 phút (không áp dụng hiệp phụ nếu trận tranh hạng ba ở vòng chung kết châu lục). Luật bàn thắng sân khách vẫn được áp dụng trong hiệp phụ; nếu có bàn thắng được ghi trong hiệp phụ và tổng tỉ số của hai đội vẫn bằng nhau, đội khách sẽ thắng theo luật bàn thắng sân khách (do có nhiều bàn thắng trên sân đối phương hơn). Nếu không có bàn thắng nào được ghi trong hiệp phụ, kết quả được quyết định bằng loạt sút luân lưu (Điều 20.10).

## Vòng loại các liên đoàn châu lục

### AFC
Như tại các kỳ World Cup trước, Cúp bóng đá nữ châu Á đóng vai trò là giải đấu vòng loại World Cup cho các thành viên của AFC. Quy trình của vòng loại World Cup như sau:
- Giai đoạn vòng loại: Vòng loại Cúp bóng đá nữ châu Á 2022 được tổ chức từ ngày 17 đến ngày 30 tháng 9 và từ ngày 18 đến ngày 24 tháng 10 năm 2021. Các đội thi đấu để giành quyền vào vòng chung kết, nơi họ sẽ tranh tài cùng chủ nhà của giải đấu cuối cùng Ấn Độ và ba đội hàng đầu của Giải vô địch bóng đá nữ châu Á 2018 là Nhật Bản, Úc và Trung Quốc, đội tự động vượt qua vòng loại.
- Giải đấu cuối cùng: Mười hai đội thi đấu tại Cúp bóng đá nữ châu Á 2022,[16] được tổ chức từ ngày 20 tháng 1 đến ngày 6 tháng 2 năm 2022.[17] Họ được chia thành ba bảng bốn đội. Hai đội đứng đầu mỗi bảng cùng với hai đội đứng thứ ba có thành tích tốt nhất sẽ vào vòng loại trực tiếp.[18]

Triều Tiên đã rút khỏi vòng loại Asian Cup nữ vào ngày 29 tháng 7 năm 2021 do các lo ngại về an toàn liên quan đến Đại dịch COVID-19, tiếp theo là Turkmenistan vào ngày 6 tháng 8 vì liên quan đến đại dịch hạn chế đi lại. Trong một bức thư gửi AFC được xuất bản vào ngày 8 tháng 9, Iraq quyết định không tham gia. Afghanistan cũng rút khỏi vòng loại vào cuối tháng 9 vì sự tham dự của đội nữ không chắc chắn do Taliban tiếp quản đất nước.
Trong khuôn khổ Cúp bóng đá nữ Châu Á, đội chủ nhà Ấn Độ đã không thể thi đấu trận đấu ở vòng bảng với Đài Bắc Trung Hoa vì không có đủ 13 cầu thủ cần thiết nên không thể chơi trận đấu, các thành viên còn lại đều có kết quả xét nghiệm dương tính với COVID-19. Họ được coi là đã rút lui khỏi giải đấu, và BTC đã huỷ toàn bộ các kết quả liên quan ở bảng này.

#### Vòng chung kết
Vòng đấu loại trực tiếp
|  | Tứ kết                   | Tứ kết           |                         |       | Bán kết | Bán kết |  |  | Chung kết | Chung kết |
|  |                          |                  |                         |       |         |         |  |  |           |           |
|  | 30 tháng 1 – Navi Mumbai |                  |                         |       |         |         |  |  |           |           |
|  |                          |                  |                         |       |         |         |  |  |           |           |
|  | Trung Quốc               | 3                |                         |       |         |         |  |  |           |           |
|  | Trung Quốc               | 3                | 3 tháng 2 – Pune        |       |         |         |  |  |           |           |
|  | Việt Nam                 | 1                |                         |       |         |         |  |  |           |           |
|  | Việt Nam                 | 1                | Trung Quốc (p)          | 2 (4) |         |         |  |  |           |           |
|  | 30 tháng 1 – Navi Mumbai |                  | Trung Quốc (p)          | 2 (4) |         |         |  |  |           |           |
|  |                          | Nhật Bản         | 2 (3)                   |       |         |         |  |  |           |           |
|  | Nhật Bản                 | Nhật Bản         | 2 (3)                   | 7     |         |         |  |  |           |           |
|  | Nhật Bản                 |                  | 6 tháng 2 – Navi Mumbai | 7     |         |         |  |  |           |           |
|  | Thái Lan                 | 0                |                         |       |         |         |  |  |           |           |
|  | Thái Lan                 | 0                | Trung Quốc              | 3     |         |         |  |  |           |           |
|  | 30 tháng 1 – Pune        |                  | Trung Quốc              | 3     |         |         |  |  |           |           |
|  |                          | Hàn Quốc         | 2                       |       |         |         |  |  |           |           |
|  | Úc                       | Hàn Quốc         | 2                       | 0     |         |         |  |  |           |           |
|  | Úc                       | 3 tháng 2 – Pune |                         | 0     |         |         |  |  |           |           |
|  | Hàn Quốc                 | 1                |                         |       |         |         |  |  |           |           |
|  | Hàn Quốc                 | 1                | Hàn Quốc                | 2     |         |         |  |  |           |           |
|  | 30 tháng 1 – Pune        |                  | Hàn Quốc                | 2     |         |         |  |  |           |           |
|  |                          | Philippines      | 0                       |       |         |         |  |  |           |           |
|  | Đài Bắc Trung Hoa        | Philippines      | 0                       | 1 (3) |         |         |  |  |           |           |
|  | Đài Bắc Trung Hoa        |                  |                         | 1 (3) |         |         |  |  |           |           |
|  | Philippines (p)          | 1 (4)            |                         |       |         |         |  |  |           |           |
|  | Philippines (p)          | 1 (4)            |                         |       |         |         |  |  |           |           |

Vòng play-off
Thể thức của vòng play-off phụ thuộc vào thành tích của Úc, đội tự động đủ điều kiện tham dự World Cup với tư cách đồng chủ nhà. Do Úc thua ở vòng tứ kết, 3 đội thua tứ kết còn lại sẽ thi đấu play-off vòng tròn 1 lượt. Đội đứng nhất trong 3 đội play-off sẽ có suất trực tiếp và 2 đội còn lại sẽ tham dự vòng play-off liên lục địa để giành vé vào vòng chung kết World Cup 2023.

| VT | Đội               | ST | Đ |
| -- | ----------------- | -- | - |
| 1  | Việt Nam          | 2  | 6 |
| 2  | Đài Bắc Trung Hoa | 2  | 3 |
| 3  | Thái Lan          | 2  | 0 |

### CAF
Như trong chu kỳ World Cup trước, Cúp các quốc gia nữ châu Phi là giải đấu vòng loại World Cup dành cho các thành viên CAF. Quy trình vòng loại World Cup như sau:
- Giai đoạn vòng loại: Cuộc thi vòng loại Cúp các quốc gia châu Phi 2022 được tổ chức từ ngày 17 đến ngày 30 tháng 10 năm 2021 và từ ngày 18 đến ngày 24 tháng 2 năm 2022 (theo 2 trận lượt đi và lượt về). Các đội thi đấu để giành quyền vào vòng chung kết, nơi họ gặp chủ nhà Maroc.
- Giải đấu cuối cùng: 12 đội sẽ thi đấu tại Cúp các quốc gia nữ châu Phi 2022 sẽ được tổ chức từ ngày 2 đến 23 tháng 7 năm 2022. Họ sẽ được bốc thăm chia thành 3 bảng 4 đội. Hai đội đứng đầu mỗi bảng cùng với hai đội đứng thứ ba có thành tích tốt nhất sẽ vào vòng đấu loại trực tiếp.

#### Vòng chung kết
Vòng đấu loại trực tiếp
|  | Trận tranh hạng 5 | Trận tranh hạng 5 | Trận tranh hạng 5 |  |    | Play-off hạng 5–8 | Play-off hạng 5–8 | Play-off hạng 5–8 |  |    | Tứ kết   | Tứ kết     | Tứ kết |    |        | Bán kết   | Bán kết | Bán kết |    |                   | Chung kết         | Chung kết         | Chung kết |
|  |                   |                   |                   |  |    |                   |                   |                   |  |    |          |            |        |    |        |           |         |         |    |                   |                   |                   |           |
|  |                   |                   |                   |  |    |                   |                   |                   |  |    | A1       | Maroc      | 2      |    |        |           |         |         |    |                   |                   |                   |           |
|  |                   |                   |                   |  |    |                   |                   |                   |  |    | C3       | Botswana   | 1      |    |        |           |         |         |    |                   |                   |                   |           |
|  |                   |                   |                   |  |    | C3                | Botswana          | 0                 |  |    |          |            |        |    | A1     | Maroc (p) | 1 (5)   |         |    |                   |                   |                   |           |
|  |                   |                   |                   |  |    | B2                | Cameroon          | 1                 |  |    |          |            |        |    | C2     | Nigeria   | 1 (4)   |         |    |                   |                   |                   |           |
|  |                   |                   |                   |  |    |                   |                   |                   |  | B2 | Cameroon | 0          |        |    |        |           |         |         |    |                   |                   |                   |           |
|  |                   |                   |                   |  |    |                   |                   |                   |  |    | C2       | Nigeria    | 1      |    |        |           |         |         |    |                   |                   |                   |           |
|  |                   | Không có          | N/A               |  |    |                   |                   |                   |  |    |          |            |        |    |        |           |         |         |    | A1                | Maroc             | 1                 |           |
|  |                   | Không có          | N/A               |  |    |                   |                   |                   |  |    |          |            |        |    |        |           |         |         | C1 | Nam Phi           | 2                 |                   |           |
|  |                   |                   |                   |  |    |                   |                   |                   |  |    | B1       | Zambia (p) | 1 (4)  |    |        |           |         |         |    |                   |                   |                   |           |
|  |                   |                   |                   |  |    |                   |                   |                   |  |    | A2       | Sénégal    | 1 (2)  |    |        |           |         |         |    |                   |                   |                   |           |
|  |                   |                   |                   |  | A2 | Sénégal (p)       | 0 (4)             |                   |  |    |          |            |        | B1 | Zambia | 0         |         |         |    |                   |                   |                   |           |
|  | Trận tranh hạng 7 | Trận tranh hạng 7 | Trận tranh hạng 7 |  |    | B3                | Tunisia           | 0 (2)             |  |    |          |            |        |    | C1     | Nam Phi   | 1       |         |    | Trận tranh hạng 3 | Trận tranh hạng 3 | Trận tranh hạng 3 |           |
|  |                   | Không có          | N/A               |  |    |                   |                   |                   |  |    | C1       | Nam Phi    | 1      |    |        |           |         |         |    | C2                | Nigeria           | 0                 |           |
|  |                   | Không có          | N/A               |  |    |                   |                   |                   |  |    | B3       | Tunisia    | 0      |    |        |           |         |         |    |                   | B1                | Zambia            | 1         |

### CONCACAF
Như trong chu kỳ World Cup trước, Giải vô địch bóng đá nữ CONCACAF đóng vai trò là giải đấu vòng loại World Cup dành cho các thành viên của CONCACAF. Quy trình vòng loại World Cup như sau:
- Vòng loại: Cuộc thi Vòng loại giải vô địch bóng đá nữ CONCACAF 2022 sẽ được tổ chức vào tháng 2 và tháng 4 năm 2022. Các đội được chia thành sáu bảng, năm nhóm và sẽ thi đấu vòng tròn một lượt (hai trên sân nhà và hai trên sân khách). Nếu hơn ba mươi hiệp hội thành viên CONCACAF tham gia, một vòng đấu loại sẽ được tổ chức trước khi vòng bảng loại. Sáu đội chiến thắng trong nhóm sẽ tiến tới giải đấu cuối cùng để tham gia hai đội CONCACAF có thứ hạng cao nhất, Canada và Hoa Kỳ, đội đủ điều kiện tự động .
- Giải đấu cuối cùng: Tám đội sẽ thi đấu trong Giải vô địch bóng đá nữ CONCACAF 2022, được tổ chức vào tháng 7 năm 2022. Họ sẽ được bốc thăm thành hai nhóm bốn đội và sẽ thi đấu vòng tròn một lượt diêm. Hai đội đứng đầu mỗi bảng sẽ tiến vào vòng đấu loại trực tiếp.

#### Vòng chung kết
Vòng bảng
| VT | Đội        | ST | Đ |
| -- | ---------- | -- | - |
| 1  | Hoa Kỳ     | 3  | 9 |
| 2  | Jamaica    | 3  | 6 |
| 3  | Haiti      | 3  | 3 |
| 4  | México (H) | 3  | 0 |

| VT | Đội                | ST | Đ |
| -- | ------------------ | -- | - |
| 1  | Canada             | 3  | 9 |
| 2  | Costa Rica         | 3  | 6 |
| 3  | Panama             | 3  | 3 |
| 4  | Trinidad và Tobago | 3  | 0 |

Vòng đấu loại trực tiếp
|  | Bán kết                               | Bán kết |                        |   | Chung kết | Chung kết |
|  |                                       |         |                        |   |           |           |
|  | 14 tháng 7 – San Nicolás de los Garza |         |                        |   |           |           |
|  |                                       |         |                        |   |           |           |
|  | Hoa Kỳ                                | 3       |                        |   |           |           |
|  | Hoa Kỳ                                | 3       | 18 tháng 7 – Guadalupe |   |           |           |
|  | Costa Rica                            | 0       |                        |   |           |           |
|  | Costa Rica                            | 0       | Hoa Kỳ                 | 1 |           |           |
|  | 14 tháng 7 – San Nicolás de los Garza |         | Hoa Kỳ                 | 1 |           |           |
|  |                                       | Canada  | 0                      |   |           |           |
|  | Canada                                | Canada  | 0                      | 3 |           |           |
|  | Canada                                |         |                        | 3 |           |           |
|  | Jamaica                               | 0       |                        |   |           |           |
|  | Jamaica                               | 0       | Play-off tranh hạng ba |   |           |           |
|  |                                       |         |                        |   |           |           |
|  | 18 tháng 7 – Guadalupe                |         |                        |   |           |           |
|  |                                       |         |                        |   |           |           |
|  | Costa Rica                            | 0       |                        |   |           |           |
|  | Costa Rica                            | 0       |                        |   |           |           |
|  | Jamaica (s.h.p.)                      | 1       |                        |   |           |           |

### CONMEBOL
Cúp bóng đá nữ Nam Mỹ sẽ được diễn ra từ ngày 8 đến 30 tháng 7 năm 2022, cung cấp ba suất tham dự vòng loại trực tiếp và hai suất đá play-off cho Giải vô địch bóng đá nữ thế giới. Hai đội đứng đầu mỗi bảng sẽ tiến vào vòng đấu loại trực tiếp, từ đó đội thắng trong các trận bán kết và tranh hạng ba sẽ được dự World Cup. Các đội đứng thứ ba của mỗi bảng sẽ đá trận play-off tranh hạng năm, đội thắng sẽ tham dự trận tranh hạng ba với đội thua và tiến vào vòng play-off liên lục địa.

#### Vòng chung kết
Vòng đấu loại trực tiếp
|  | Bán kết                  | Bán kết |                          |   | Chung kết | Chung kết |
|  |                          |         |                          |   |           |           |
|  | 25 tháng 7 – Bucaramanga |         |                          |   |           |           |
|  |                          |         |                          |   |           |           |
|  | Colombia                 | 1       |                          |   |           |           |
|  | Colombia                 | 1       | 30 tháng 7 – Bucaramanga |   |           |           |
|  | Argentina                | 0       |                          |   |           |           |
|  | Argentina                | 0       | Colombia                 | 0 |           |           |
|  | 26 tháng 7 – Bucaramanga |         | Colombia                 | 0 |           |           |
|  |                          | Brasil  | 1                        |   |           |           |
|  | Brasil                   | Brasil  | 1                        | 2 |           |           |
|  | Brasil                   |         |                          | 2 |           |           |
|  | Paraguay                 | 0       |                          |   |           |           |
|  | Paraguay                 | 0       |                          |   |           |           |

|  | Tranh hạng 5         |       |
|  |                      |       |
|  | 24 tháng 7 – Armenia |       |
|  |                      |       |
|  | Chile (p)            | 1 (4) |
|  | Chile (p)            | 1 (4) |
|  | Venezuela            | 1 (2) |
|  | Venezuela            | 1 (2) |

|  | Tranh hạng 3         |   |
|  |                      |   |
|  | 29 tháng 7 – Armenia |   |
|  |                      |   |
|  | Argentina            | 3 |
|  | Argentina            | 3 |
|  | Paraguay             | 1 |
|  | Paraguay             | 1 |

### OFC
Cúp bóng đá nữ châu Đại Dương 2022 ban đầu được lên lịch vào tháng 7 đến tháng 8 nhưng đã được chuyển sang tháng 1 đến tháng 2 để phù hợp với những thay đổi đối với Lịch các trận đấu quốc tế của nữ FIFA. OFC thông báo vào ngày 4 tháng 3 năm 2021 rằng nó đã được đẩy lùi sang tháng 7 năm 2022 do đại dịch COVID-19.
Vào ngày 29 tháng 4 năm 2022, OFC thông báo rằng Fiji sẽ tổ chức giải đấu từ ngày 13 đến ngày 30 tháng 7. New Zealand sẽ không tham dự vì họ đã đủ điều kiện tham dự Giải vô địch bóng đá nữ thế giới với tư cách đồng chủ nhà và Samoa thuộc Mỹ đã không tham dự do những khó khăn tiếp tục liên quan đến đại dịch. 9 đội còn lại sẽ được xếp theo bảng xếp hạng thế giới ngày 25 tháng 3 và bốc thăm chia thành ba bảng vào ngày 10 tháng 5, từ đó hai đội đứng đầu mỗi bảng và hai đội đứng thứ ba sẽ đi tiếp vào vòng loại trực tiếp. Đội thắng của giải đấu sẽ tiến tới vòng play-off liên lục địa.

#### Vòng chung kết
Vòng đấu loại trực tiếp
|  | Tứ kết               | Tứ kết            |                   |       | Bán kết       | Bán kết       |  |  | Chung kết | Chung kết |
|  |                      |                   |                   |       |               |               |  |  |           |           |
|  | 23 tháng 7 – Suva    |                   |                   |       |               |               |  |  |           |           |
|  |                      |                   |                   |       |               |               |  |  |           |           |
|  | Samoa                | 4                 |                   |       |               |               |  |  |           |           |
|  | Samoa                | 4                 | 27 tháng 7 – Suva |       |               |               |  |  |           |           |
|  | Nouvelle-Calédonie   | 2                 |                   |       |               |               |  |  |           |           |
|  | Nouvelle-Calédonie   | 2                 | Samoa             | 0     |               |               |  |  |           |           |
|  | 23 tháng 7 – Suva    |                   | Samoa             | 0     |               |               |  |  |           |           |
|  |                      | Papua New Guinea  | 3                 |       |               |               |  |  |           |           |
|  | Papua New Guinea (p) | Papua New Guinea  | 3                 | 3 (3) |               |               |  |  |           |           |
|  | Papua New Guinea (p) |                   | 30 tháng 7 – Suva | 3 (3) |               |               |  |  |           |           |
|  | Tonga                | 3 (2)             |                   |       |               |               |  |  |           |           |
|  | Tonga                | 3 (2)             | Papua New Guinea  | 2     |               |               |  |  |           |           |
|  | 24 tháng 7 – Suva    |                   | Papua New Guinea  | 2     |               |               |  |  |           |           |
|  |                      | Fiji              | 1                 |       |               |               |  |  |           |           |
|  | Fiji                 | Fiji              | 1                 | 2     |               |               |  |  |           |           |
|  | Fiji                 | 27 tháng 7 – Suva |                   | 2     |               |               |  |  |           |           |
|  | Quần đảo Cook        | 0                 |                   |       |               |               |  |  |           |           |
|  | Quần đảo Cook        | 0                 | Fiji              | 3     |               |               |  |  |           |           |
|  | 24 tháng 7 – Suva    |                   | Fiji              | 3     |               |               |  |  |           |           |
|  |                      | Quần đảo Solomon  | 1                 |       | Tranh hạng ba | Tranh hạng ba |  |  |           |           |
|  | Tahiti               | Quần đảo Solomon  | 1                 | 0     | Tranh hạng ba | Tranh hạng ba |  |  |           |           |
|  | Tahiti               |                   | 30 tháng 7 – Suva | 0     |               |               |  |  |           |           |
|  | Quần đảo Solomon     | 1                 |                   |       |               |               |  |  |           |           |
|  | Quần đảo Solomon     | 1                 | Samoa             | 1 (5) |               |               |  |  |           |           |
|  |                      |                   |                   |       |               |               |  |  |           |           |
|  | Quần đảo Solomon (p) | 1 (6)             |                   |       |               |               |  |  |           |           |
|  | Quần đảo Solomon (p) | 1 (6)             |                   |       |               |               |  |  |           |           |

### UEFA
Như trong chu kỳ World Cup trước, UEFA tổ chức một giải đấu cho các thành viên được thiết kế chỉ dành cho vòng loại World Cup dành cho nữ. Quy trình vòng loại World Cup như sau:
- Vòng bảng: 51 đội được chia thành chín nhóm gồm năm hoặc sáu đội, trong đó mỗi bảng được thi đấu theo thể thức vòng tròn hai lượt tính điểm trên sân nhà và sân khách. Các trận đấu được tổ chức vào các ngày trong Lịch các trận đấu quốc tế dành cho nữ của FIFA từ tháng 9 năm 2021 đến tháng 9 năm 2022. Chín đội nhất bảng đủ điều kiện trực tiếp cho giải đấu cuối cùng, trong khi chín đội nhì bảng tiến vào vòng play-off.
- Vòng loại play-off: Chín đội chơi hai trận vòng loại trực tiếp một lượt, với ba đội nhì có thành tích tốt nhất vào vòng hai. Các trận đấu sẽ được tổ chức vào các ngày trong Lịch thi đấu quốc tế nữ của FIFA vào tháng 10 năm 2022. Trong số ba đội giành chiến thắng trong trận play-off thứ hai, hai đội có thành tích tổng hợp tốt nhất ở vòng bảng (8 trận, không bao gồm trận đấu với đội xếp thứ sáu Các đội thuộc các nhóm có sáu đội) và vòng play-off thứ hai (1 trận) sẽ đủ điều kiện tham dự Giải vô địch bóng đá nữ thế giới, trong khi đội có thành tích tổng hợp kém nhất (vòng bảng cộng với vòng play-off thứ hai) sẽ vào vòng play-off liên lục địa.[33]

#### Vòng bảng
| VT | Đội              | ST | Đ  |
| -- | ---------------- | -- | -- |
| 1  | Thụy Điển        | 8  | 22 |
| 2  | Cộng hòa Ireland | 8  | 17 |
| 3  | Phần Lan         | 8  | 10 |
| 4  | Slovakia         | 8  | 8  |
| 5  | Gruzia           | 8  | 0  |

| VT | Đội            | ST | Đ  |
| -- | -------------- | -- | -- |
| 1  | Tây Ban Nha    | 8  | 24 |
| 2  | Scotland       | 8  | 16 |
| 3  | Ukraina        | 8  | 10 |
| 4  | Hungary        | 8  | 9  |
| 5  | Quần đảo Faroe | 8  | 0  |

| VT | Đội          | ST | Đ  |
| -- | ------------ | -- | -- |
| 1  | Hà Lan       | 8  | 20 |
| 2  | Iceland      | 8  | 18 |
| 3  | Cộng hòa Séc | 8  | 11 |
| 4  | Belarus      | 8  | 7  |
| 5  | Síp          | 8  | 1  |

| VT | Đội           | ST | Đ  |
| -- | ------------- | -- | -- |
| 1  | Anh           | 10 | 30 |
| 2  | Áo            | 10 | 22 |
| 3  | Bắc Ireland   | 10 | 19 |
| 4  | Luxembourg    | 10 | 9  |
| 5  | Bắc Macedonia | 10 | 6  |
| 6  | Latvia        | 10 | 3  |

| VT | Đội                  | ST | Đ  |
| -- | -------------------- | -- | -- |
| 1  | Đan Mạch             | 8  | 24 |
| 2  | Bosna và Hercegovina | 8  | 11 |
| 3  | Montenegro           | 8  | 9  |
| 4  | Malta                | 8  | 7  |
| 5  | Azerbaijan           | 8  | 7  |
| 6  | Nga                  | 0  | 0  |

| VT | Đội     | ST | Đ  |
| -- | ------- | -- | -- |
| 1  | Na Uy   | 10 | 28 |
| 2  | Bỉ      | 10 | 22 |
| 3  | Ba Lan  | 10 | 20 |
| 4  | Albania | 10 | 10 |
| 5  | Kosovo  | 10 | 7  |
| 6  | Armenia | 10 | 0  |

| VT | Đội     | ST | Đ  |
| -- | ------- | -- | -- |
| 1  | Ý       | 10 | 27 |
| 2  | Thụy Sĩ | 10 | 25 |
| 3  | România | 10 | 19 |
| 4  | Croatia | 10 | 10 |
| 5  | Litva   | 10 | 5  |
| 6  | Moldova | 10 | 1  |

| VT | Đội        | ST | Đ  |
| -- | ---------- | -- | -- |
| 1  | Đức        | 10 | 27 |
| 2  | Bồ Đào Nha | 10 | 22 |
| 3  | Serbia     | 10 | 21 |
| 4  | Thổ Nhĩ Kỳ | 10 | 10 |
| 5  | Israel     | 10 | 9  |
| 6  | Bulgaria   | 10 | 0  |

| VT | Đội        | ST | Đ  |
| -- | ---------- | -- | -- |
| 1  | Pháp       | 10 | 30 |
| 2  | Wales      | 10 | 20 |
| 3  | Slovenia   | 10 | 18 |
| 4  | Hy Lạp     | 10 | 13 |
| 5  | Estonia    | 10 | 6  |
| 6  | Kazakhstan | 10 | 0  |

#### Vòng play-off
|  | Vòng 1                     | Vòng 1 |                                       |   | Vòng 2 | Vòng 2 |  |  |  |  |  |  |  |  |
|  |                            |        |                                       |   |        |        |  |  |  |  |  |  |  |  |
|  | 6 tháng 10, 2022 – Vizela  |        |                                       |   |        |        |  |  |  |  |  |  |  |  |
|  |                            |        |                                       |   |        |        |  |  |  |  |  |  |  |  |
|  | Bồ Đào Nha                 | 2      |                                       |   |        |        |  |  |  |  |  |  |  |  |
|  | Bồ Đào Nha                 | 2      | 11 tháng 10, 2022 – Paços de Ferreira |   |        |        |  |  |  |  |  |  |  |  |
|  | Bỉ                         | 1      |                                       |   |        |        |  |  |  |  |  |  |  |  |
|  | Bỉ                         | 1      | Bồ Đào Nha (s.h.p.)                   | 4 |        |        |  |  |  |  |  |  |  |  |
|  |                            |        | Bồ Đào Nha (s.h.p.)                   | 4 |        |        |  |  |  |  |  |  |  |  |
|  |                            |        | Iceland                               | 1 |        |        |  |  |  |  |  |  |  |  |
|  |                            |        | Iceland                               | 1 |        |        |  |  |  |  |  |  |  |  |
|  |                            |        |                                       |   |        |        |  |  |  |  |  |  |  |  |
|  |                            |        |                                       |   |        |        |  |  |  |  |  |  |  |  |
|  |                            |        |                                       |   |        |        |  |  |  |  |  |  |  |  |
|  | 6 tháng 10, 2022 – Glasgow |        |                                       |   |        |        |  |  |  |  |  |  |  |  |
|  |                            |        |                                       |   |        |        |  |  |  |  |  |  |  |  |
|  | Scotland (s.h.p.)          | 1      |                                       |   |        |        |  |  |  |  |  |  |  |  |
|  | Scotland (s.h.p.)          | 1      | 11 tháng 10, 2022 – Glasgow           |   |        |        |  |  |  |  |  |  |  |  |
|  | Áo                         | 0      |                                       |   |        |        |  |  |  |  |  |  |  |  |
|  | Áo                         | 0      | Scotland                              | 0 |        |        |  |  |  |  |  |  |  |  |
|  |                            |        | Scotland                              | 0 |        |        |  |  |  |  |  |  |  |  |
|  |                            |        | Cộng hòa Ireland                      | 1 |        |        |  |  |  |  |  |  |  |  |
|  |                            |        | Cộng hòa Ireland                      | 1 |        |        |  |  |  |  |  |  |  |  |
|  |                            |        |                                       |   |        |        |  |  |  |  |  |  |  |  |
|  |                            |        |                                       |   |        |        |  |  |  |  |  |  |  |  |
|  |                            |        |                                       |   |        |        |  |  |  |  |  |  |  |  |
|  |                            |        |                                       |   |        |        |  |  |  |  |  |  |  |  |
|  |                            |        |                                       |   |        |        |  |  |  |  |  |  |  |  |
|  |                            |        |                                       |   |        |        |  |  |  |  |  |  |  |  |
|  | 11 tháng 10, 2022 – Zürich |        |                                       |   |        |        |  |  |  |  |  |  |  |  |
|  |                            |        |                                       |   |        |        |  |  |  |  |  |  |  |  |
|  | Thụy Sĩ (s.h.p.)           | 2      |                                       |   |        |        |  |  |  |  |  |  |  |  |
|  | Thụy Sĩ (s.h.p.)           | 2      | 6 tháng 10, 2022 – Cardiff            |   |        |        |  |  |  |  |  |  |  |  |
|  |                            |        | Wales                                 | 1 |        |        |  |  |  |  |  |  |  |  |
|  | Wales (s.h.p.)             | 1      | Wales                                 | 1 |        |        |  |  |  |  |  |  |  |  |
|  | Wales (s.h.p.)             | 1      |                                       |   |        |        |  |  |  |  |  |  |  |  |
|  | Bosna và Hercegovina       | 0      |                                       |   |        |        |  |  |  |  |  |  |  |  |
|  | Bosna và Hercegovina       | 0      |                                       |   |        |        |  |  |  |  |  |  |  |  |
|  |                            |        |                                       |   |        |        |  |  |  |  |  |  |  |  |
|  |                            |        |                                       |   |        |        |  |  |  |  |  |  |  |  |
|  |                            |        |                                       |   |        |        |  |  |  |  |  |  |  |  |
|  |                            |        |                                       |   |        |        |  |  |  |  |  |  |  |  |
|  |                            |        |                                       |   |        |        |  |  |  |  |  |  |  |  |
|  |                            |        |                                       |   |        |        |  |  |  |  |  |  |  |  |
|  |                            |        |                                       |   |        |        |  |  |  |  |  |  |  |  |
|  |                            |        |                                       |   |        |        |  |  |  |  |  |  |  |  |
|  |                            |        |                                       |   |        |        |  |  |  |  |  |  |  |  |
|  |                            |        |                                       |   |        |        |  |  |  |  |  |  |  |  |
|  |                            |        |                                       |   |        |        |  |  |  |  |  |  |  |  |
|  |                            |        |                                       |   |        |        |  |  |  |  |  |  |  |  |

Xếp hạng các đội thắng play-off

Để xếp hạng ba đội thắng trận play-off, kết quả của họ trong các bảng tương ứng và vòng play-off 2 được cộng lại. Vì một số bảng có 6 đội và những bảng còn lại có 5 đội, kết quả đối đầu với các đội đứng thứ sáu (đối với các bảng sáu đội) đều không được tính. Ngoài ra, không phải đội nào cũng bắt đầu từ vòng play-off 1, nên kết quả vòng play-off 1 cũng không được tính. Do đó, 9 trận đấu của mỗi đội (8 trận ở vòng bảng và 1 trận ở vòng play-off 2) được tính để phân định thứ hạng. Hai đội chiến thắng có vị trí cao nhất sẽ đủ điều kiện tham dự giải vô địch bóng đá nữ thế giới và đội thắng có vị trí thấp nhất sẽ tham dự vòng play-off liên liên đoàn.
| VT | Đội              | ST | T | H | B | BT | BB | HS  | Đ  | Giành quyền tham dự                   |
| -- | ---------------- | -- | - | - | - | -- | -- | --- | -- | ------------------------------------- |
| 1  | Thụy Sĩ          | 9  | 7 | 1 | 1 | 25 | 5  | +20 | 22 | Giải vô địch bóng đá nữ thế giới 2023 |
| 2  | Cộng hòa Ireland | 9  | 6 | 2 | 1 | 27 | 4  | +23 | 20 | Giải vô địch bóng đá nữ thế giới 2023 |
| 3  | Bồ Đào Nha       | 9  | 6 | 1 | 2 | 22 | 10 | +12 | 19 | Play-off liên lục địa                 |

## Vòng play-off liên lục địa
Ba suất cuối tại Giải vô địch bóng đá nữ thế giới sẽ được quyết định thông qua giải đấu play-off gồm 10 đội. Giải đấu sẽ được sử dụng như một sự kiện thử nghiệm để New Zealand đăng cai tổ chức trước Giải vô địch bóng đá nữ thế giới.
Trong lễ bốc thăm vòng play-off, 4 đội sẽ được xếp vào các nhóm dựa trên bảng xếp hạng FIFA nữ thế giới, với tối đa một đội hạt giống cho mỗi liên đoàn. Các đội từ cùng một liên đoàn sẽ không được xếp vào cùng một nhóm. Đội thắng của mỗi nhánh sẽ đủ điều kiện tham dự Giải vô địch bóng đá nữ thế giới của FIFA.

### Bảng A
|  | Bán kết                     | Bán kết |                             |   | Chung kết | Chung kết |
|  |                             |         |                             |   |           |           |
|  |                             |         |                             |   |           |           |
|  |                             |         |                             |   |           |           |
|  |                             |         |                             |   |           |           |
|  | 22 tháng 2, 2023 – Hamilton |         |                             |   |           |           |
|  |                             |         |                             |   |           |           |
|  | Bồ Đào Nha                  | 2       |                             |   |           |           |
|  | Bồ Đào Nha                  | 2       | 18 tháng 2, 2023 – Hamilton |   |           |           |
|  |                             |         | Cameroon                    | 1 |           |           |
|  | Cameroon                    | 2       | Cameroon                    | 1 |           |           |
|  | Cameroon                    | 2       |                             |   |           |           |
|  | Thái Lan                    | 0       |                             |   |           |           |
|  | Thái Lan                    | 0       |                             |   |           |           |

### Bảng B
|  | Bán kết                     | Bán kết |                             |   | Chung kết | Chung kết |
|  |                             |         |                             |   |           |           |
|  |                             |         |                             |   |           |           |
|  |                             |         |                             |   |           |           |
|  |                             |         |                             |   |           |           |
|  | 22 tháng 2, 2023 – Auckland |         |                             |   |           |           |
|  |                             |         |                             |   |           |           |
|  | Chile                       | 1       |                             |   |           |           |
|  | Chile                       | 1       | 18 tháng 2, 2023 – Auckland |   |           |           |
|  |                             |         | Haiti                       | 2 |           |           |
|  | Sénégal                     | 0       | Haiti                       | 2 |           |           |
|  | Sénégal                     | 0       |                             |   |           |           |
|  | Haiti                       | 4       |                             |   |           |           |
|  | Haiti                       | 4       |                             |   |           |           |

### Bảng C
|  | Bán kết                     | Bán kết |                             |   | Chung kết | Chung kết |
|  |                             |         |                             |   |           |           |
|  | 19 tháng 2, 2023 – Hamilton |         |                             |   |           |           |
|  |                             |         |                             |   |           |           |
|  | Đài Bắc Trung Hoa           | 2 (2)   |                             |   |           |           |
|  | Đài Bắc Trung Hoa           | 2 (2)   | 23 tháng 2, 2023 – Hamilton |   |           |           |
|  | Paraguay                    | 2 (4)   |                             |   |           |           |
|  | Paraguay                    | 2 (4)   | Paraguay                    | 0 |           |           |
|  | 19 tháng 2, 2023 – Auckland |         | Paraguay                    | 0 |           |           |
|  |                             | Panama  | 1                           |   |           |           |
|  | Papua New Guinea            | Panama  | 1                           | 0 |           |           |
|  | Papua New Guinea            |         |                             | 0 |           |           |
|  | Panama                      | 2       |                             |   |           |           |
|  | Panama                      | 2       |                             |   |           |           |

## Cầu thủ ghi bàn nhiều nhất
Đang có 2136 bàn thắng ghi được trong 502 trận đấu, trung bình 4.25 bàn thắng mỗi trận đấu (tính đến ngày 19 tháng 2 năm 2023).
17 bàn thắng
- Tessa Wullaert

15 bàn thắng
- Lea Schüller

14 bàn thắng
- Roselord Borgella

13 bàn thắng
- Nicole Billa
- Signe Bruun
- Beth Mead

12 bàn thắng
- Khadija Shaw

11 bàn thắng
- Yessenia Flores
- Amaiur Sarriegi

10 bàn thắng
- Tine De Caigny
- Ella Toone
- Ellen White
- Marie-Antoinette Katoto

9 bàn thắng
- Fanni Vágó
- Esther González
- Coumba Sow

8 bàn thắng
- Bethany England
- Georgia Stanway
- Batcheba Louis
- Cristiana Girelli
- Vivianne Miedema
- Jovana Damnjanović
- Lara Prašnikar
- Mariona Caldentey
- Ana-Maria Crnogorčević
- Phạm Hải Yến

7 bàn thắng
- Sam Kerr
- Lai Li-chin
- Raquel Rodríguez
- Yeranis Lee
- Stine Larsen
- Lauren Hemp
- Arianna Caruso
- Valentina Giacinti
- Jill Roord
- Rachel Furness
- Nikola Karczewska
- Katie McCabe
- Linda Motlhalo
- Mariem Houij

6 bàn thắng
- Yamila Rodríguez
- Janice Cayman
- Aniella Uwimana
- Trudi Carter
- Neddy Atieno
- Katty Martínez
- Lisa-Marie Karlseng Utland
- Ewa Pajor
- Denise O'Sullivan
- Nguenar Ndiaye
- Hildah Magaia
- Ji So-yun
- Ramona Bachmann
- Kanyanat Chetthabutr